# Булунгурский район
Булунгурский район (тума́н; узб. Bulungʻur tumani / Булунғур тумани) — район в Самаркандской области Узбекистана. Административный центр — город Булунгур.

## История
Булунгурский район с центром на станции Ростовцево (Средне-Азиатская ж/д) был образован в 1926 году, как один из десяти районов Самаркандского округа. Название получил по каналу Булунгур. На момент образования район состоял из 6 волостей (Ишим-Аксакской, Полван-Арыкской, Кара-Калпакской, Халваинской, Кабутской, Тюя-Тартарской и нескольких кишлаков из Усматской волости) и насчитывал 229 населённых пунктов.
В 1938 году Булунгурский район вошёл в состав Самаркандской области.

## Административно-территориальное деление
По состоянию на 1 января 2011 года, в состав района входят:
- Город

1. Булунгур (с 8 мая 1992 года, прежнее название — Красногвардейск).

- 3 городских посёлка:

1. Богбон,
2. Кильдан,
3. Сохибкор.

- 9 сельских сходов граждан:

1. Бешкутан,
2. Кильдан,
3. Кулчабий,
4. Мингчинор,
5. имени Мирзо Улугбека,
6. имени Навои,
7. Сохибкор,
8. Уртабулак,
9. имени Ф. Юлдашева.